# Kornicz (herb szlachecki)

Kornicz (Bies, Kornic, Kurnic, Kurnicz, Hospody Błogosław) – polski herb szlachecki.

## Opis herbu
W polu czerwonym na trzech stopniach krzyż św. Antoniego złoty (lub srebrny) z takimiż połubocheńcami na końcu ramion. Klejnot: Pięć piór strusich.
Odmiany:
1. W polu błękitnym na trzech stopniach krzyż św. Antoniego złoty z takimiż połubocheńcami na końcy ramion. Klejnot: Pięć piór strusich. Porębski.
2. Inny klejnot: Pół męża bez rąk, w czerwonym odzieniu. Koczeński.

## Najwcześniejsze wzmianki
Herb wzmiankowany w aktach sądowych w XV wieku. Najstarszy zapis z 1420, najstarsza pieczęć z około 1440. Według Długosza Kornic jest herbem pochodzenia ruskiego, przeniesionym na Śląsk, gdzie pieczętował się nim ród Biesów. Heraldyk ks.Błażek, który opracował rody śląskie dla Herbarza Siebmachera twierdził, że jest to herb polski, spotykany także w Czechach, gdzie używał go ród Sobków.

## Herbowni
Najkompletniejszą dotąd listę herbownych należących do herbu Kornic przedstawił Tadeusz Gajl w Herbarzu polskim:
Antoniewicz, Antonowicz, Bielik, Bielin, Bies, Biesicki, Biesiecki, Bisiecki, Bludowski, Cloch, Dembowski, Dębowski, Dubowicki, Dubowiecki, Frydrychowski, Gorecki, Górecki, Grodzimont, Grzybowski, Hinal, Horodecki, Hunal, Hunel, Inwaldzki, Inwałdski, Jajkowski, Jarosiewski, Jaroszewski, Jaroszowski, Jasienicki, Jasieniecki, Jędruski, Karnacholski, Karnaszewicz, Karnazewicz, Karniłowicz, Karszazewicz, Katowski, Klar, Kloch, Kmita, Koczeński, Kordowski, Korn, Kornacholski, Kornaszewski, Kornic, Kornickii, Kornicz, Korniłłowicz, Korniłowicz, Korniłowski, Korolko, Korowicki, Korpulewski, Kurniewicz, Laskowski, Laszkowski, Lyaszkowski, Łaszkowski, Marszałek, Meduski, Metelicki, Porembski, Porębski, Porubski, Roszkowski, Rymułtowski, Sałacki, Siestrzeniec, Słop, Sobek, Sokoł, Sokołowski, Sokół, Szczepanowski, Tuchliński, Walcerowski, Wasilowski, Wasiłowski, Wilamowski, Zakrzewski, Zdański, Zdzański.

### Znani herbowni
Mikołaj z Jaroszowa zwany Siestrzeńcem